# Lotussutran

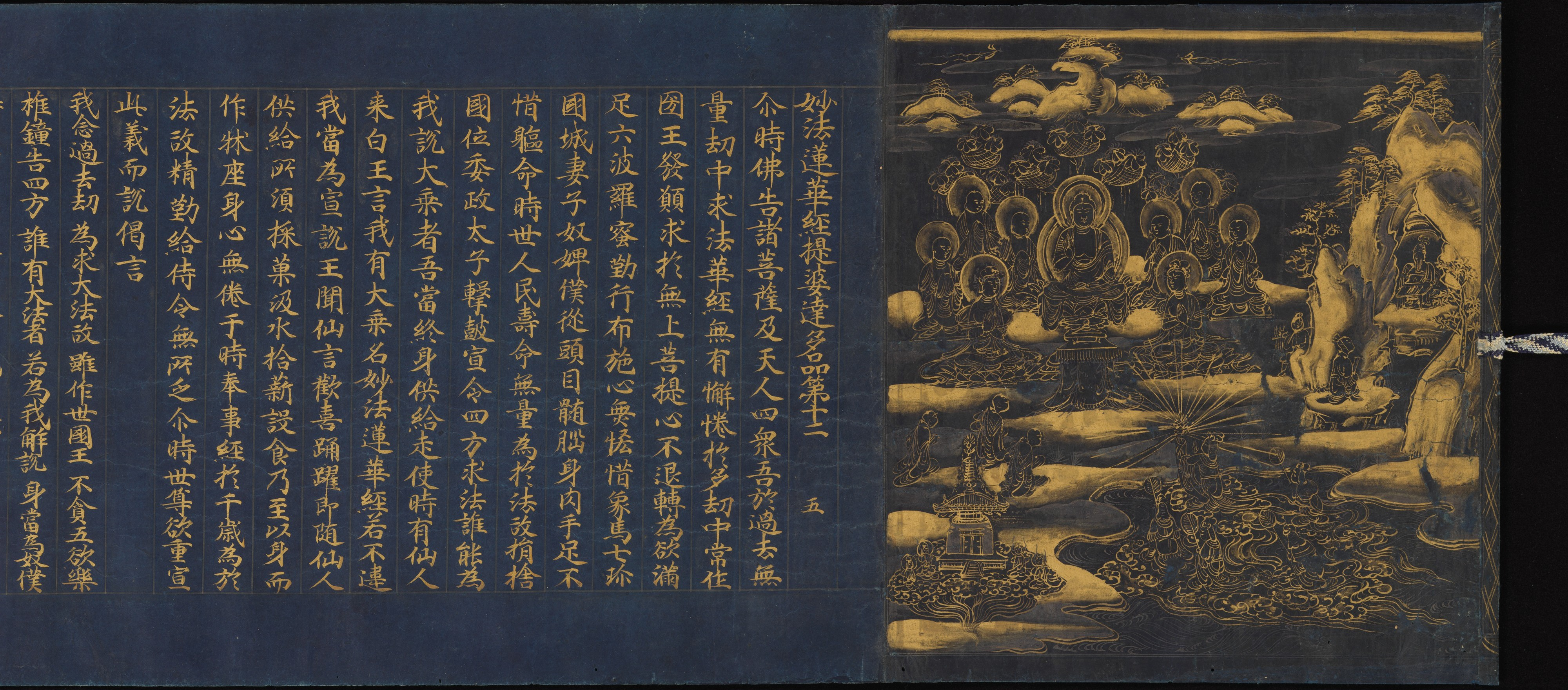
En rulle från lotussutran, 1100-tal

Lotussutran (sanskrit: Saddharmapuṇḍarīka Sūtra, bokstavligen Sutran om den vita lotusen av den storslagna dharman) är en av de mest populära och inflytelserika mahayanasutrorna; särskilt betydelsefull är sutran inom de mahayanska inriktningarna nichiren-buddhism och tendai.

## Titel
Den tidigaste kända sanskrittiteln för sutran är Saddharma Puṇḍarīka Sūtra, vilket översätts till Skriften av Lotusblomman av den utmärkta dharman Förkortningen Lotussutran är vanlig. Titeln på diverse språk är följande:
- Sanskrit: सद्धर्मपुण्डरीक सूत्र Saddharmapuṇḍarīka Sūtra
- Kinesiska: 妙法蓮華經; pinyin: Miàofǎ Liánhuá jīng, förkortat till 法華經 Fǎhuá jīng
- Japanska: (妙法蓮華経 Myōhō Renge Kyō), Hokke-kyō, Hoke-kyō (法華経)
- Koreanska: Hangul: 묘법연화경; RR: Myobeop Yeonhwa gyeong, shortened to Beophwa gyeong
- Tibetanska: དམ་ཆོས་པད་མ་དཀར་པོའི་མདོ, Wylie: dam chos padma dkar po'i mdo, THL: Damchö Pema Karpo'i do
- Vietnamesiska: Diệu pháp Liên hoa kinh, förkortat till Pháp hoa kinh
- Tagalog: Ang Saysayin ng Baíno

## Versioner och översättningar
Det finns sex översättningar av Lotussutran till kinesiska från sanskrit, varav tre av dessa finns bevarade.
- Lotussutran av den rätta dharman, i tio volymer och tjugosex kapitel, översatt av Dharmaraksa år 286.
- Lotussutran av den härliga dharman, i åtta volymer och tjugo åtta kapitel, översatt av Kumārajīva år 406
- Den tillagda lotussutran av den härliga dharman, i sju volymer och 27 kapitel, en reviderad version av Kumarajivas text, översatt av Jnanagupta och Dharmagupta år 601[6]

## Innehåll och lärdomar

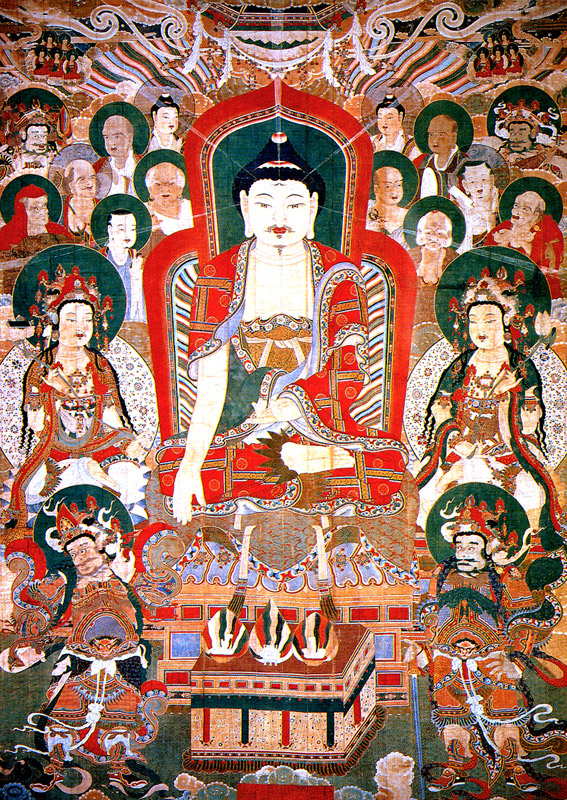
En avbildning av Buddha som förkunnar lotussutran inför ett antal åhörare. Ursprung: Sydkorea.

Sutran är kanske mest känd för dess liknelser; två av sutrans mest betydelsefulla lärosatser är upaya - att många av de skenbart motstridiga buddhistiska lärosatserna endast är av provisorisk art, och avsedda att leda till samma mål - och Buddhas odödlighet (Den senare lärosatsen är nära relaterad till, men inte identisk med, läran om trikaya).
I en liknelse lurar en far ut sina barn från en stor brand genom att lova dem tre olika vagnar att ta sig därifrån med. När barnen väl kommer ut hittar de dock bara en enda vagn, som dock är mycket stor och magnifik. De tre vagnarna symboliserar sravakayana (bl.a theravada), pratyekabuddhayana (de som når buddhaskap utan hjälp av lärare eller guider under tider då det inte finns någon buddha, och sedan aldrig lär ut sina upptäckter) samt bodhisattvavagnen (exempelvis mahayana och vajrayana). Den stora magnifika vagnen som barnen hittar, symboliserar  ekayāna, buddhavagnen. Denna liknelse betyder att Buddhas tidigare utlärning av de tre vagnarna var en provisorisk lärdom, en upaya, där var och en av dessa tre vagnar var designade för att leda personer med olika grader av förmåga till buddhaskap.
I en annan liknelse, vilar en grupp trötta resande personer i en magnifik stad, för att sedan upptäcka att staden var en magisk skapelse och illusion. Staden representerar arahantens nirvana, med innebörden, att det inte finns något slutligt nirvana för en arahant, eftersom alla slutligen kommer att följa bodhisattvans väg till buddhaskap.
Buddhas odödlighet porträtteras genom ännu en liknelse. I denna iscensätter en far sin egen skenbara död, för att få sina söner att memorera ett motgift till ett gift. Den iscensatta döden jämförs med Buddhas inträde i nirvana, någonting, som han anses enbart ha gjort för att inspirera sina följare. I sutrans sextonde kapitel säger Buddha att han inte blev upplyst som Siddharta Gautama, utan att han istället hade blivit upplyst för många kalpor sedan. Även Siddhartas väg till upplysning sägs också vara en provisorisk lära för att inspirera buddhismens följare.
Andra lärdomar som sutran innehåller är bland annat: 
- En vanlig och central lära i mahayana: idén att många buddhor kan existera samtidigt.[2]
- En mirakulös förvandling av en gud till en buddha efter att guden gett en ädelsten till Shakyamuni.[2]
- Berättelsen om en bodhisattva som bränner upp sig själv för att hylla en tidigare buddha[2]
- Flera kapitel som fungerar som självstående texter, där den mest populära är ett kapitel tillägnat bodhisattvan avalokiteshvara. I detta kapitel beskrivs det hur denna bodhisattva kan rädda de troende från diverse faror.[2]